# بوط فيلي
البوط الفيلي (باللاتينية: Typha elephantina) نوع نباتي من جنس البوط من الفصيلة البوطية.

## الموئل والانتشار
موطنه بلاد الشام والمغرب العربي.